# Christian von Krogh (Offizier)
Christian Ludwig August von Krogh (* 22. März 1863 in Peine; † 11. September 1924 in Büsum) war ein deutscher Offizier und Resident in Adamaua.

## Leben
Krogh trat nach dem Besuch des Gymnasiums 1881 als Fahnenjunker in das Infanterie-Regiment Graf Bose (1. Thüringisches) Nr. 31 ein, wurde 1882 Fähnrich, 1883 Leutnant, 1891 Oberleutnant und 1897 Hauptmann. Im April 1905 schied er aus dem preußischen Heer aus und trat zur Kaiserlichen Schutztruppe für Kamerun über. Hier diente er 1905 als stellvertretender Kommandeur. Von Dezember 1905 bis März 1906 leitete er die Mbo-Expedition der 6. (Expeditions-)Kompanie.
Im August 1907 wurde er Führer der 7. Kompanie in Garua und Leiter der Residentur Adamaua. Im Dezember 1907 griff er „mit 60 Soldaten, dem Maschinengewehr und ca. 200 berittenen Fullahs“ die Stadt Mokio an. Am 5. Januar 1908 ging er mithilfe des Leutnants Paul Nitschmann gegen die Bevölkerung von der Stadt Hina vor.
1908 wurde er zum Major befördert und war zeitweilig beim Stab in Duala beschäftigt. Am 17. Januar 1912 erhielt er den Abschied mit der gesetzlichen Pension und der Erlaubnis zum Tragen der bisherigen Uniform. Krogh starb als Oberstleutnant a. D.